# Internationales Jahr der Frau
Das Internationale Jahr der Frau wurde von der UNO-Generalversammlung für das Jahr 1975 ausgerufen. In diesem Jahr richteten die Vereinten Nationen erstmals zum Internationalen Frauentag am 8. März eine Feier aus und etablierten damit weltweit dieses Datum. Vom 19. Juni bis zum 2. Juli 1975 wurde in Mexiko-Stadt die erste UN-Weltfrauenkonferenz abgehalten. Auf das Internationale Jahr der Frau folgte 1976–1985 die UN-Dekade der Frau.
Als Emblem wurde eine stilisierte Taube auf blauen Grund gewählt, in die ein Venussymbol und ein Gleichheitszeichen eingebracht wurden. Es wurde von der New Yorker Grafikerin Valerie Pettis gestaltet. In vielen Ländern wurden 1975 nationale Programme und Veranstaltungen zum Internationalen Jahr der Frau abgegehalten.

## Die UN und ihre Ziele zum Internationalen Jahr der Frau
Das Internationale Jahr der Frau wurde von den Vereinten Nationen auf der Generalversammlung 1972 beschlossen. Dieses markierte einen Meilenstein in der weltweiten Anerkennung der Rechte und der Rolle von Frauen. Die französische Staatssekretärin für Kultur Françoise Giroud unterstrich die Notwendigkeit, Frauen aktiv in die gesellschaftlichen Entwicklungen einzubeziehen.
Die Ziele des Internationalen Jahres der Frau waren klar formuliert und umfassten die Förderung der Gleichberechtigung zwischen Männern und Frauen, die volle Integration der Frauen in die Entwicklungsanstrengungen der Vereinten Nationen und die Anerkennung des wachsenden Beitrags von Frauen zu freundschaftlichen Beziehungen, Zusammenarbeit zwischen den Staaten und Weltfrieden.
Auf regionaler, nationaler und internationaler Ebene sollten Programme entwickelt werden, um neue Aktionspläne für Frauenrechte voranzutreiben. Die Frauenkommission und der Wirtschafts- und Sozialrat der UN betonten dabei die Verbindung zwischen Frauenrechten, Menschenrechten, wirtschaftlichen Rechten, Familienrechten, bis hin zur politischen Teilhabe. Ein besonderes Ziel war die Bekämpfung des Analphabetismus und eine Verbesserung der Bildungsgerechtigkeit. Die Vereinten Nationen strebten nicht nur eine größere Beteiligung der Frauen in den Industriestaaten an, sondern wollten auch in den Entwicklungsländern eine stärkere Einbeziehung der Frauen in die gesellschaftlichen und politischen Prozesse erreichen. Im Kontext der Friedensförderung sollten Frauen motiviert werden, sich „für die internationale Entspannung sowie für die Bekämpfung des Kolonialismus, Neo-Kolonialismus, ausländische Beherrschung und Unterdrückung wie Apartheid und Rassendiskriminierung auszusprechen.“
Auf der UN-Weltfrauenkonferenz. Auf der Konferenz wurde ein Weltaktionsplan zur Verbesserung der Situation von Frauen verabschiedet.
Auch der Europarat beschäftigte sich mit den Zielen des Internationalen Jahres der Frau. In den Mitgliedsstaaten forderte man die Unterzeichnung und Umsetzung bestehender internationaler Abkommen in Bezug auf Frauenrechte.

## Verlauf in der Bundesrepublik Deutschland
Das Internationale Jahr der Frau fiel in der Bundesrepublik 1975 in ein wirtschaftlich schwieriges Jahr. Seit Beginn der 1970er Jahre schrumpfte zum ersten Mal nach dem Ende des Zweiten Weltkrieges die Wirtschaft, und es kam zu einem spürbaren wirtschaftlichen Abschwung, der zu einer hohen Arbeitslosigkeit – vor allem Frauenarbeitslosigkeit – führte. 1973 waren 275.000 Menschen in der Bundesrepublik arbeitslos, 1975 bereits 1,074 Millionen oder 4,6 Prozent der erwerbstätigen Bevölkerung. Im Zuge der 68er-Bewegung hatte sich in der Bundesrepublik eine neue Frauenbewegung gegründet. Die 1970er Jahre wurden damit zu der „wohl entscheidend(sten) Dekade weiblicher Emanzipation in der Geschichte der Bundesrepublik“. Die Aktivistinnen der Frauenbewegung unterstützten die Aktionen zum Internationalen Jahr der Frau nicht. Sie lehnten das von der UN weltweit ausgerufene Jahr vielmehr als „Verhöhnung der Frau“ ab.
Staatliche Politik und Aktionen des Deutschen Frauenrates
In der Bundesrepublik Deutschland wurde das Internationale Jahr der Frau von staatlicher Seite und vorzugsweise vom Deutschen Frauenrat und den in ihm zusammengeschlossenen Frauenverbänden und -vereinen organisiert.
Durch die zuständige Bundesministerin Katharina Focke wurde das „Kuratorium Internationales Jahr der Frau“ gegründet, das am 19. November 1974 seine erste Sitzung in Bonn-Bad Godesberg abhielt. Das Kuratorium sollte ein Gesamtprogramm zum Jahr der Frau erarbeiten, Informationen verbreiten und Aktivitäten planen. Die Zusammensetzung des Kuratoriums war umstritten, denn Focke hatte auch Personen in das Komitee berufen, die ein traditionelles Frauenbild vertraten, so zum Beispiel der katholische Bischof von Münster Heinrich Tenhumberg und der Präsident der Bundesvereinigung der Arbeitgeberverbände Hanns Martin Schleyer. Im Kuratorium saß auch Walter Steigner, Intendant der Deutschen Welle, der in der Sendung „Auf ein Wort“, am 17. November 1974 ausführte: „Wenn Frauen schließlich doch in öffentliche Ämter berufen werden, geschieht das mehr aus Höflichkeit, die dem weiblichen Geschlecht von den Männern aus unerfindlichen Gründen entgegengebracht wird. Frauen kommen dann auch für wichtige Positionen nicht in Betracht. Ihnen werden fürsorgende Funktionen überlassen wie das Jugendressort, bei dem ohnehin nichts mehr zu verderben ist.“
Das Kuratorium traf sich ein zweites Mal am 17. Juli 1975 zur „Halbzeit“ des Internationalen Jahres der Frau und beendete seine Arbeit zu Beginn des Jahres 1976.
Offiziell wurde das Internationale Jahr der Frau am 9. Januar 1975 durch eine feierliche Veranstaltung des Deutschen Frauenrates in der Bonner Beethovenhalle eröffnet.
In allen Reden wurde auf die Skepsis eingegangen, die das Jahr der Frau in der Bundesrepublik begleitete. In ihren Eröffnungsworten legte Irmgard von Meibom dar, dass alleine die Ankündigung des Internationalen Jahres der Frau in der Bundesrepublik bisher vor allem kritische Reaktionen hervorgerufen habe. Der Deutsche Frauenrat, so Meibom, sehe in dem Jahr allerdings eine große Chance und habe sich deshalb entschlossen, über das gesamte Jahr hinweg eine Fülle von Aktionen zu planen.
Katharina Focke, legte in ihrem Grußwort die Gründe dar, warum sich die Bundesregierung positiv zum Jahr der Frau gestellt hat und dieses unterstützte: „Erstens wendet sich dieses Jahr an alle Nationen, es will etwas für die Frauen aller Länder erreichen (...). Aber auch in unserem eigenen Land ist die Situation der Frauen keineswegs so rosig, daß wir einen zusätzlichen Anstoß nicht gebrauchen könnten.“
Die Bundestagspräsidentin Annemarie Renger wies vor allem auf die Benachteiligung von Frauen auf dem Arbeitsmarkt hin und auf die mangelnde Repräsentation von Frauen in den Parlamenten. Als letzte Rednerin der Eröffnung sprach die Finnin Helvi Sipilä, die als Beigeordnete UN-Generalsekretärin für Soziale Entwicklung und humanitäre Fragen gleichzeitig auch Generalsekretärin für das Internationale Jahr der Frau war. Sie legte dar, dass das Internationale Jahr der Frau ein "neues Kapitel in der internationalen Entwicklung" einleiten sollte. Dabei stünden vor allem zwei Problemkreise im Mittelpunkt: Die Bevölkerungs- und die Ernährungsfrage, die beide ohne die aktive Einbeziehung von Frauen weltweit nicht gelöst werden könnten. In einer Regierungserklärung vom 30. Januar 1975 betonte Focke das Internationale Frau als Chance bot, über die Situation der Frauen in der Bundesrepublik und weltweit nachzudenken.
An den offiziellen Veranstaltungen beteiligten sich viele Institutionen, u. a. die Parteien, Gewerkschaften (z. B. der DGB), Kirchen, ARD, ZDF, Frauenverbände und Sozialverbände. Das ganze Jahr wurde durch Seminare, Fernseh- und Radiosendungen sowie zahlreiche öffentliche Veranstaltungen begleitet. Die Informationen für die Frau – der Informationsdienst des Deutschen Frauenrates – listete in seinem Märzheft alleine über 60 Veranstaltungen seiner Mitgliedsverbände zwischen Januar und Dezember 1975 auf.
Nichtstaatliche Organisationen und ihre Aktivitäten
Um über das Internationale Jahr der Frau angemessen zu informieren, gründete sich im April 1975 die Initiative Internationales Jahr der Frau 1975. Die Initiatorinnen waren unter anderem Journalistinnen, Schauspielerinnen, Publizistinnen, Wissenschaftlerinnen, sowie Betriebsrätinnen, welche das Ziel verfolgten, die Öffentlichkeit auf die Probleme der nicht vollzogenen Gleichberechtigung der Frau aufmerksam zu machen. Die Initiative war ein selbstständig organisierter Zusammenschluss, welcher Veranstaltungen und Aufrufe mit Hilfe von Spendengeldern finanzierte.
Die Dozentin Eleonore Romberg lud im Namen der Initiative zur Pressekonferenz am 7. Januar 1975 in Bonn ein und stellte dort ihre Ideen für ein erfolgreiches Internationales Jahr der Frau der Öffentlichkeit vor.
Am 13. April 1975 hielt die Initiative ihre erste Tagung in Bonn ab. Am 7. Juni 1975 folgte in Essen eine weitere Konferenz, um eine erste Zwischenbilanz über das Internationale Jahr der Frau 1975 zu ziehen. Als Gastrednerin gab Edith Ballantyne, Mitarbeiterin im Exekutivkomitee für die UN-Weltfrauenkonferenz, eine Zusammenfassung der Aktivitäten der UN auf staatlicher und nicht- staatlicher Ebene. Auf der Essener Konferenz wurde unter anderem beschlossen, die Verbreitung des Aufrufs und die Unterschriftensammlungen weiter voranzutreiben. Außerdem verabschiedeten die Teilnehmerinnen der Konferenz eine Erklärung, in welcher die Bundesregierung aufgefordert wurde, erste Reduzierungen der Rüstungsausgaben vorzunehmen. In den darauffolgenden Monaten nahmen die Mitglieder der Initiative Internationales Jahr der Frau 1975 an nationalen und internationalen Veranstaltungen teil. Die dritte Konferenz der Initiative fand am 5. Oktober 1975 in Köln statt und stand unter dem Motto: „Zur Lage der Frau in der BRD“. Auf dieser Konferenz wurden Vorbereitungen für den Weltkongress in Berlin (Ost) getroffen, da von der Initiative eine Delegation zum Weltkongress entsandt wurde.
Auch die Internationale Frauenliga für Frieden und Freiheit (IFFF) beteiligte sich an Aktionen im Rahmen des Internationalen Jahres der Frau.
In der Dekade von 1975 bis 1985 erfüllte die Internationale Frauenliga für Frieden und Freiheit in der Bundesrepublik vornehmlich organisatorische Aufgaben, wie die Sicherung von Quellen. Besonders engagiert war hierbei die in Bremen stationierte Untergruppe, welche sich jeden Donnerstagabend alle drei bis vier Wochen in der Villa Ichon traf. In den zehn Jahren Laufzeit der Dekade der Frau beschäftigten sie sich mit der Sammlung von Veröffentlichungen zum Internationalen Jahr der Frau, die in der Bundesrepublik erschienen waren. Bei dieser Arbeit wurde sich auf die freiwillige Zusendung dieses Materials von Frauen aus vielen Regionen der BRD verlassen.
Der Deutsche Frauenring engagierte sich vor allem für die Tribuna, die Weltkonferenz der nicht-staatlichen Organisationen, die zwischen dem 19. Juni und 2. Juli ebenfalls in Mexiko-Stadt abgehalten wurde. Aus der Bundesrepublik nahmen etwa 30 Frauen, überwiegend Mitglieder des Deutschen Frauenrings, aber auch Journalistinnen und das Vorstandsmitglied des Deutschen Frauenrates Erika Luther an der Tribuna teil. Der Deutsche Frauenring war einer der deutschen Hauptakteure unter den Organisationen und trat in Kontakt mit dem Organisationskomitee der Tribuna, um die eigene Teilnahme zu koordinieren, und weiteren Organisationen die Teilnahme zu ermöglichen. Die Tribuna hatte das Ziel, regierungsunabhängige Frauenorganisationen weltweit zum Thema Internationales Jahr der Frau zusammenzubringen.
Das Internationale Jahr der Frau in der Presse
Die Presse beurteilte das Internationale Jahr der Frau und die UN-Weltfrauenkonferenz fast durchweg negativ. Titel wie „Feilschen um den Schlusstext“ oder „Ein teures Kaffeekränzchen“ zeigen auf, wie negativ die Weltfrauenkonferenz aufgenommen worden ist. Auch der Auftritt von Katharina Focke auf der UN-Weltfrauenkonferenz wurde kritisiert.
Auch Frauenzeitschriften griffen das Internationale Jahr der Frau auf. So führte die Zeitschrift Brigitte, unterstützt vom Institut für Demoskopie, eine Umfrage per Fragebogen durch, um die Einschätzungen ihrer Leserinnen zur Familienpolitik, Ehe, Kinder und dem Gesundheitswesen abzufragen.
Der Spiegel brachte unter dem Titel: Frau '75: Grosse Erotische Mutter einen Beitrag zum Stand der Emanzipation in der Bundesrepublik und wies vor allem auf den Streit unter Feministinnen und die ungelöste Frage der Familienarbeit hin. Der Artikel, der sich auch mit den Entwicklungen in den USA beschäftigte, stellte fest, dass nach Jahren des Aufbruchs die Emanzipation der Frau an einem Ende angekommen und ein Backlash zu befürchten sei. „Ein Trend zurück zur Weiblichkeit ist unverkennbar, aber die Emanzipation kriecht unaufhaltsam voran.“
Frauenverbände, Journalistinnen und Wissenschaftlerinnen bemängelten nach 1975, dass die Berichterstattung dürftig und voreingenommen gewesen sei und keineswegs der gesellschaftlichen Bedeutung dieser Konferenz entsprochen habe.
Die Politikwissenschaftlerin Claudia Pinl attestierte dem Internationalen Jahr der Frau in einer Publikation eine bescheidene Bilanz. Es sei zwar im Buchhandel zu einem Verkaufsschlager geworden, in manchem Supermarkt allerdings zum Werbegag für Sonderangebote verkommen und insgesamt überwiegend negativ ausgefallen.

## Verlauf in der Deutschen Demokratischen Republik
Auch in Ost-Berlin wurde 1975 zu einem Weltfrauenkongress anlässlich des Internationalen Jahr der Frau eingeladen; auch hier lautete das Motto: Gleichberechtigung – Entwicklung – Frieden. Präsidentin war die australische Politikerin und Vorsitzende der australischen Kommunistischen Partei, Freda Brown.
Die Stellvertreterin des UN-Generalsekretärs Helvi Sipilä sprach ebenfalls in Ost-Berlin.
Zum Kongress kamen fast 2000 Delegierte aus über 200 nationalen und internationalen 200 Organisationen. Der Kongress war gleichzeitig der VII. Kongress der IDFF, eine 1945 gegründete Dachorganisation antifaschistischer Frauenorganisationen unter maßgeblicher Beteiligung sowjetischer und französischer Frauen. Das Treffen fand am 20., 24. und 26. Oktober statt und wurde vom Demokratischen Frauenbund Deutschlands vorbereitet.
Zum Abschluss des Weltkongresses wurde eine Erklärung mit Forderungen an die Parlamente und Regierungen, unterschrieben von den Teilnehmenden, veröffentlicht. Proklamiert wurde die grundlegende juristische Gleichstellungen der Geschlechter in allen Gesetzen, womit auch die politische Teilhabe gesichert werden sollte. Zum anderen sollten Frauen das außer dem aktiven auch das passive Wahlrecht bekommen. Auch Frauen sollten Zugang zu einer geschlechtsunabhängigen Bildung erhalten. Gleichzeitig wurde ein Appell an die Frauen der Welt verabschiedet, in dem die drei Forderungen des Internationalen Jahres der Frau, Friede, Entwicklung und Gleichberechtigung, noch einmal aufgegriffen wurden.
Der Deutsche Frauenrat war explizit nicht zum Weltkongress nach Ost-Berlin eingeladen worden.